# Sinodrepanus tsaii
Sinodrepanus tsaii är en skalbaggsart som beskrevs av Masumoto, Yang och Teruo Ochi 2004. Sinodrepanus tsaii ingår i släktet Sinodrepanus och familjen bladhorningar. Inga underarter finns listade i Catalogue of Life.